# قوبيون أسود
قوبيون أسود (الاسم العلمي: Gobius niger) (بالإنجليزية: Black goby )‏ هو نوع من الأسماك يتبع جنس القوبيون من الفصيلة القوبيونية.